# Le Bû-sur-Rouvres
Le Bû-sur-Rouvres – miejscowość i gmina we Francji, w regionie Normandia, w departamencie Calvados.
Według danych na rok 1990 gminę zamieszkiwało 85 osób, a gęstość zaludnienia wynosiła 30 osób/km² (wśród 1815 gmin Dolnej Normandii Le Bû-sur-Rouvres plasuje się na 801. miejscu pod względem liczby ludności, natomiast pod względem powierzchni na miejscu 1050.).